# Colby Jones
Colby Everette Jones (Birmingham, Alabama, 28 de mayo de 2002) es un baloncestista estadounidense que actualmente se encuentra sin equipo. Con 1,98 metros de estatura, juega en la posición de escolta.

## Trayectoria deportiva

### Universidad
Jugó tres temporadas con los Musketeers de la Universidad Xavier, en las que promedió 12,3 puntos, 6,2 rebotes, 3,6 asistencias y 1,4 robos de balón por partido. En su primera temporada fue incluido en el mejor quinteto freshman de la Big East Conference, mientras que en 2023 lo sería en el segundo mejor quinteto absoluto de la conferencia.
En 2022 ganó con su equipo el National Invitation Tournament, derrotando en la final por un solo punto a Texas A&M. Jones fue elegido MVP del torneo. El 31 de marzo de 2023 se declaró elegible para el draft de la NBA, renunciando al resto de sucarrera universitaria.

#### Estadísticas
| Año     | Equipo | PJ | PT | MPP  | %TC  | %3P  | %TL  | RPP | APP | ROB | TPP | PPP  |
| ------- | ------ | -- | -- | ---- | ---- | ---- | ---- | --- | --- | --- | --- | ---- |
| 2020–21 | Xavier | 15 | 11 | 27.8 | .464 | .333 | .757 | 4.8 | 2.9 | 1.3 | .3  | 7.7  |
| 2021–22 | Xavier | 35 | 35 | 33.5 | .483 | .292 | .680 | 7.3 | 3.2 | 1.5 | .5  | 11.6 |
| 2022–23 | Xavier | 36 | 36 | 34.0 | .509 | .378 | .653 | 5.7 | 4.4 | 1.3 | .6  | 15.0 |
| Total   | Total  | 86 | 82 | 32.7 | .494 | .344 | .679 | 6.2 | 3.6 | 1.4 | .5  | 12.3 |

### Profesional
Fue elegido en la trigesimocuarta posición del Draft de la NBA de 2023 por los Charlotte Hornets, pero durante el draft, los Boston Celtics cambiaron por sus derechos de draft y luego lo traspasaron a los Sacramento Kings a cambio de los derechos de draft de Jordan Walsh y una selección de segunda ronda de 2024.
El 6 de febrero de 2025 es traspasado a los Washington Wizards como parte del cambio de Marcus Smart. Finaliza la temporada con los Wizards pero, el 28 de junio, es trapasado a Oklahoma City Thunder a cambio de Dillon Jones, siendo cortado por los Thunder ese mismo día.

## Estadísticas de su carrera en la NBA

### Temporada regular
| Año     | Equipo     | PJ | PT | MPP  | %TC  | %3P  | %TL  | RPP | APP | ROB | TPP | PPP |
| ------- | ---------- | -- | -- | ---- | ---- | ---- | ---- | --- | --- | --- | --- | --- |
| 2023-24 | Sacramento | 30 | 0  | 6.4  | .394 | .091 | .545 | 1.3 | .7  | .2  | .2  | 2.1 |
| 2024-25 | Sacramento | 24 | 0  | 5.4  | .423 | .400 | –    | 1.0 | .3  | .3  | .3  | 1.1 |
| 2024-25 | Washington | 15 | 0  | 25.7 | .466 | .308 | .657 | 4.3 | 2.5 | 1.3 | .4  | 8.7 |
| Total   | Total      | 69 | 0  | 10.2 | .435 | .254 | .630 | 1.8 | .9  | .5  | .3  | 3.2 |